# Voyeuse (siège)

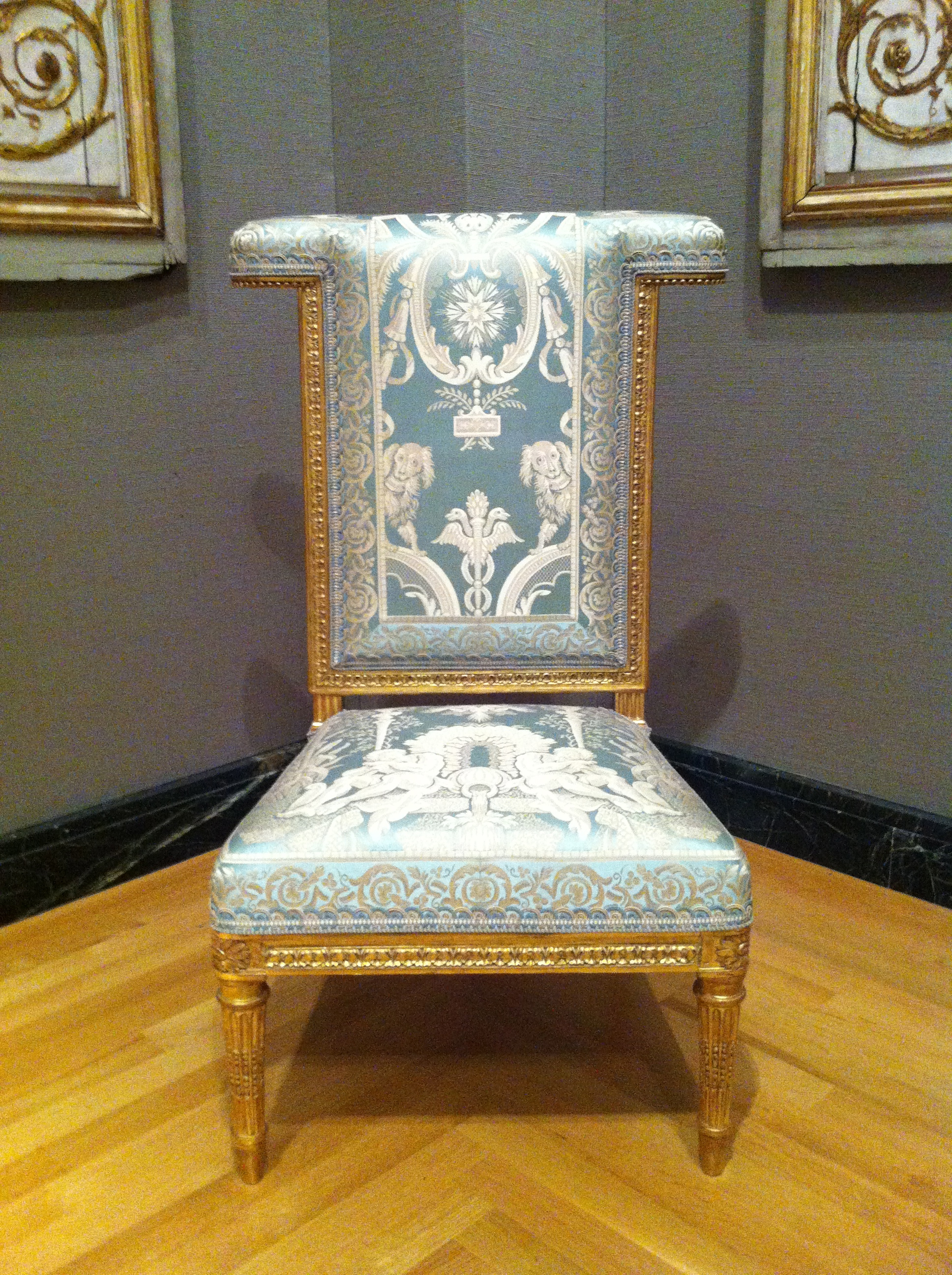
Voyeuse (1787) de Jean-Baptiste-Claude Séné (1748–1803), Museum of Fine Arts, Boston

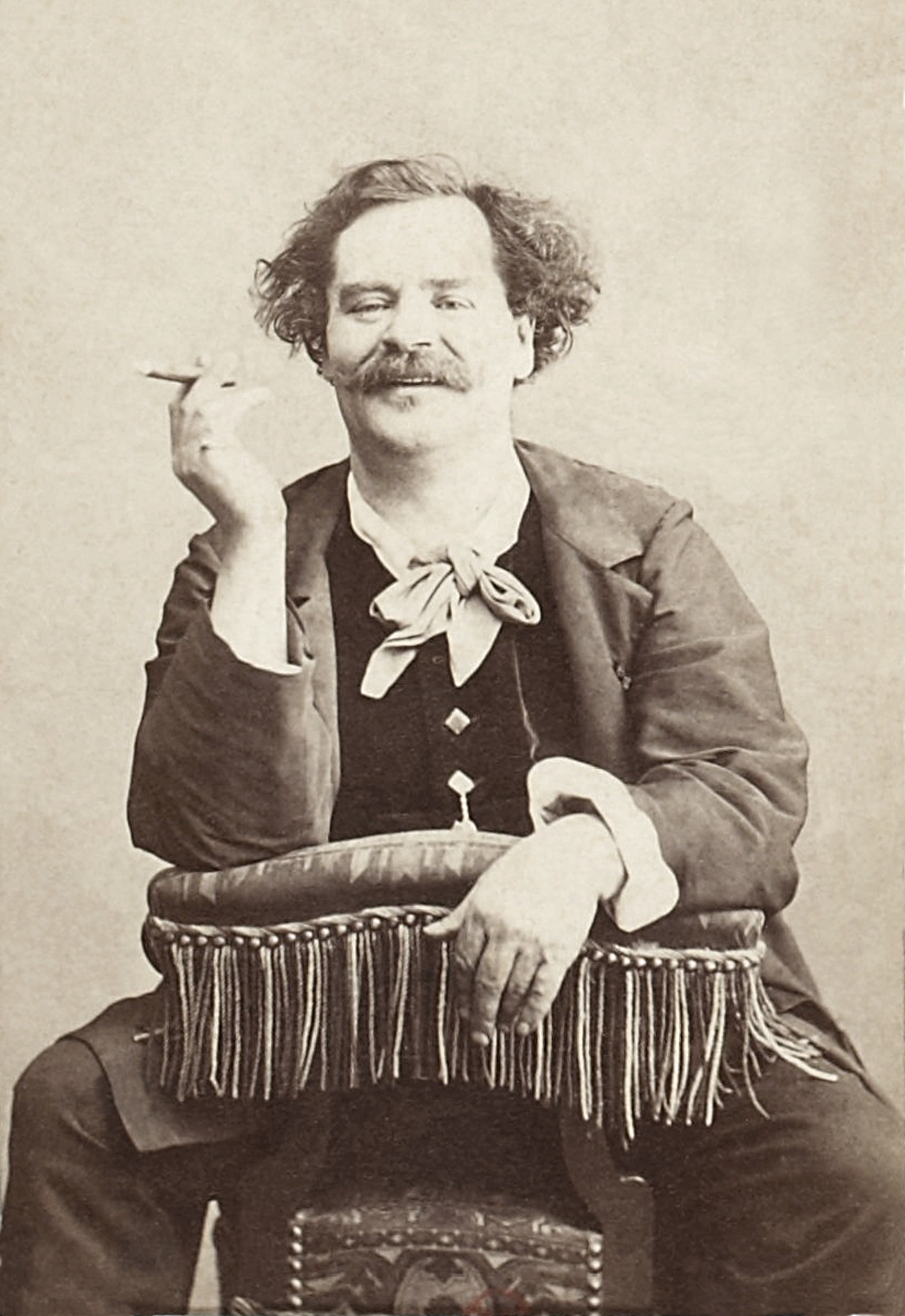
Le journaliste Timothée Trimm assis sur une voyeuse.

Une voyeuse, ou ponteuse, est un type de chaise créé par des ébénistes du milieu du XVIIIe siècle pour les passe-temps de la vie en société. Elle a été en usage jusqu'à la fin du XIXe siècle. Cette chaise rembourrée était une chaise de conversation ou une chaise de jeu pour participer ou assister à des parties de cartes, notamment.
On était assis à califourchon sur la voyeuse, le dossier devant soi, les jambes écartées, les coudes et avant-bras croisés sur le bord épais du dossier. Parfois, le haut du dossier était comme le couvercle d’une boîte en bois située au-dessous, dans laquelle il était possible de conserver des accessoires (dans la variante ponteuse, cartes à jouer, jetons, dés, dans la variante fumeuse, articles de fumeur).
Parfois également, le dossier était en forme de raquette, mieux adaptée à la position du joueur à califourchon en lui évitant d'avoir trop à écarter les jambes.
Pour les dames, la position assise jambes écartées était inconfortable. Certaines voyeuses étaient basses, permettant à la dame de s'agenouiller comme sur un prie-Dieu.
Pour être utilisés comme chaise de conversation, les deux voyeuses étaient placées face à face, les deux dossiers l'un contre l'autre. L'origine du nom voyeuse peut être différente. En effet, si le monsieur était assis sur une voyeuse un peu haute et sa partenaire de flirt sur une voyeuse un peu basse, il pouvait profiter d'une vue plongeante sur le décolleté de son vis-à-vis.

## Variantes
- Voyeuse assise
- Voyeuse à genoux
- Ponteuse (du verbe ponter=miser)
- Fumeuse, avec souvent des pieds plus courts.